# Hohenbergia salzmannii
Hohenbergia salzmannii là một loài thực vật có hoa trong họ Bromeliaceae. Loài này được (Baker) E.Morren ex Baker mô tả khoa học đầu tiên năm 1889.